# Elías Montiel
Elías Enrique Montiel Ávalos (* 7. října 2005) je mexický fotbalista, který hraje jako záložník za mexický klub Pachuca.

## Klubová kariéra
Montiel se připojil k akademii CF Pachuca v roce 2019. Svůj debut v seniorském týmu absolvoval dne 10. července 2023 jako náhradník v zápase proti Club León. Hrál na Interkontinentálním poháru FIFA 2024, na turnaji získal bronzový míč. Ve finále, které se hrálo dne 18. prosince 2024, Pachuca podlehla Realu Madrid. 
Na Mistrovství světa ve fotbale klubů 2025 vstřelil dne 22. června 2025 gól právě proti Realu Madrid.

## Reprezentační kariéra
V listopadu 2023 byl Montiel poprvé povolán do mexické reprezentace do 18 let na sérii přátelských zápasů. Byl součástí mexické reprezentace do 20 let, která v roce 2024 vyhrála kontinentální mistrovství do 20 let. 